# Неодимовое стекло

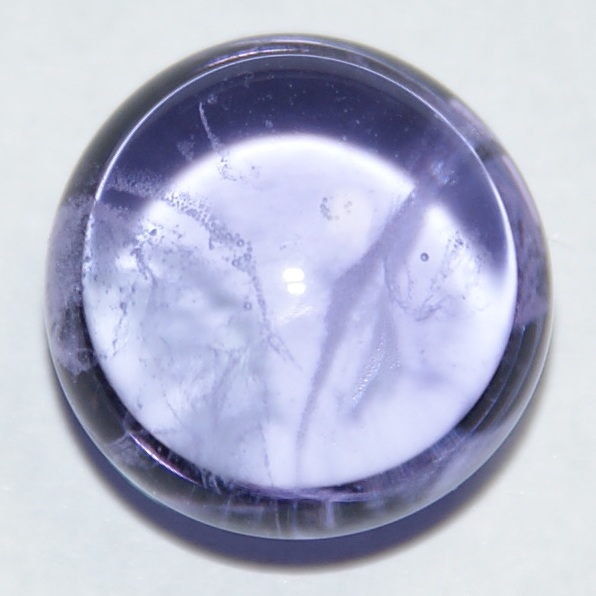
Светло-фиолетовое неодимовое стекло

Спектр пропускания света фиолетового неодимового стекла, применяющегося в светофильтрах к телескопам

Графики пропускания света неофановых стёкол со светопоглощением 25, 50 и 75 %

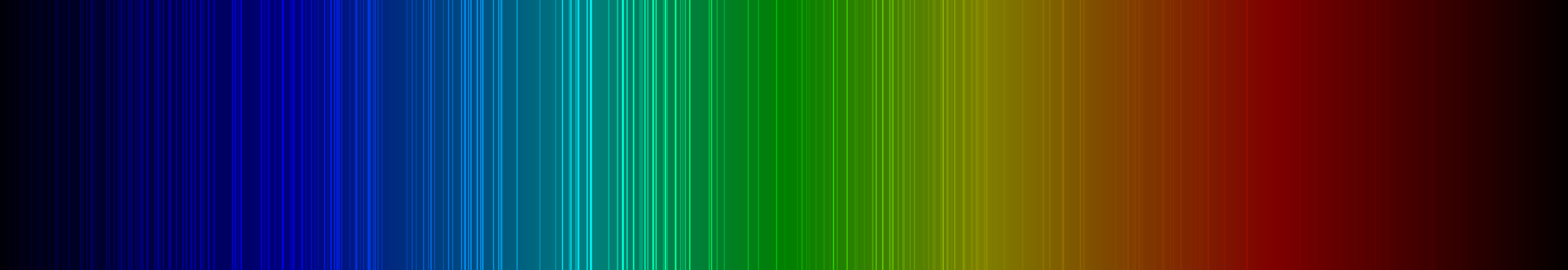
Видимый спектр неодима

Поглощение жёлтого свечения дидимовыми очками

Рекламный проспект 1930-х годов: светопропускание неофанового стекла

Неоди́мовое стекло́ — минеральное стекло, содержащее в составе оксид неодима, иногда — смесь оксидов других редкоземельных элементов, и имеет несколько названий: неодимовое стекло, дидимовое стекло, стекло-хамелеон, александритовое стекло, стёкла Мозера («Александрит», «Гелиолайт», «Роял») и много других торговых наименований, среди которых выделяется «Неофан» или «неофановое стекло». Neophan (новое явление) — бренд нескольких немецких фирм (Auer, Siemens) для различных изделий из этого стекла, название которого стало нарицательным, фактически названием самого стекла.
В англоязычных странах для обозначения линз очков и светофильтров из фиолетового неодимового стекла используется аббревиатура «ACE» — Amethyst Contrast Enhancer — «аметистовый усилитель контрастности». Эта аббревиатура иногда применяется и для стёкол других цветов, только в начале пишется сам цвет, например зелёное стекло — «Green ACE». Название «дидимовое стекло» (Didymium glass) хотя и имеет устаревший термин «дидим», но до сих пор используется для обозначения как стекла со смесью оксидов лантаноидов, так и собственно неодимового стекла с чистой окисью неодима, применяющегося для технических защитных очков и для фотографических светофильтров.

## Свойства
Это стекло обладает интересными оптическими свойствами, связанными с f-f переходами в электронной оболочке атома неодима.
- Способность избирательно, в зависимости от длины волны, поглощать видимый свет: фиолетовое стекло существенно поглощает жёлтую часть спектра, а спектральную дублетную D-линию излучения натрия с длиной волн 589 и 589,6 нм и излучение с длинами волн 580—590 нм поглощает почти полностью; имеет полосы поглощения в других частях оптического излучения (430, 480, 520, 730 нм и др., см. график справа), но почти полностью пропускает красный участок и наиболее видимые для человеческого глаза части зелёного и синего участков спектра:

 — красные предметы через стекло кажутся более яркими, почти сияющими;
 — оранжевые и розовые заметно краснеют и также выглядят ярче, кожа бледнолицых людей приобретает розовый цвет;
 — жёлто-зелёные предметы зеленеют и видятся отчётливее;
 — зелёные и синие предметы, голубое небо и поверхность воды выглядят насыщеннее, имеющими как бы более чистый цвет;
 — жёлтые предметы теряют яркость, а чистое без примесей натриевое излучение практически исчезает; но в большинстве случаев жёлтые материальные объекты остаются видимы, поскольку они светят в широком спектре и часто смесь красных и зелёных лучей воспринимается как жёлтый цвет. Например, свет натриевой лампы, сфотографированный и воспроизведённый на мониторе по технологии RGB, через неодимовое стекло не меркнет и почти не меняет цвет;
 — в целом из-за выпадания жёлтого участка спектра возникает приличная дифференциация между красными и зелёными цветовыми полутонами, за счёт чего изображение через такое стекло имеет более контрастный вид.
- Александритовый эффект или двухцветность — способность стекла с содержанием оксида неодима не менее 4,3 % изменять цвет в зависимости от типа освещения[6] из-за вышеуказанного поглощения жёлтого цвета и разделения спектра на две части: сине-зелёную и красную. Если освещающий стекло источник отдаёт энергию больше в синей части спектра, то и стекло, поглотив почти все жёлтые лучи, окрашивается в синие тона. Если же источник светит больше в красной части, тогда видимый свет сдвигается от равновесия в другую спектральную сторону и стекло отдаёт красный свет[7]. Аметистовое неодимовое стекло именно так изменяет цвет от пурпурного при свете ламп накаливания и фиолетового при солнечном свете до голубого при освещении люминесцентными лампами, неодимово-празеодимовое серое стекло — соответственно от серого до зелёного, а коричневое — от чайного красновато-коричневого до зеленовато-жёлтого. При чистом натриевом свечении неодимовое стекло становится тёмным, почти чёрным. С этим свойством напрямую связано резкое различие свечения разных типов ламп при взгляде через стекло (см. фотографии ниже в разделе визуальных эффектов).
- Способность к лазерной накачке.
- Хорошее поглощение ультрафиолетового излучения: длины волн до 335 нм стекло без дополнительных добавок поглощает полностью[8].

Стёкла других цветов имеют свои особенности светопропускания. Коричневое стекло кроме жёлтого почти совершенно поглощает синий цвет и тем самым ещё более обостряет контрастность и видимость красных оттенков, причём делает красными, ярко-бордовыми и алыми оранжевые, коричневые и фиолетовые цвета. Серое стекло делает акцент на зелёном цвете, несколько в ущерб синему, делая его больше сине-зелёным.
Ширина поглощаемого участка в жёлтой части спектра в районе 580 нм зависит от содержания неодима и толщины стекла. Например обычное дидимовое стекло толщиной 1,5 мм срезает участок средней шириной 15 нм, стекло толщиной 4 мм устранит уже 35 нм, а 6 мм соответственно 55 нм.
Надо сказать, что почти все редкоземельные элементы в стёклах и жидких растворах обнаруживают избирательное поглощение света, а дихроизм проявляют также чисто празеодимовые стёкла (меняют цвет от бесцветного до зелёного из-за существенного поглощения синих лучей), но только у неодима полосы поглощения расположены таким образом, что способствуют усилению контрастности, а самое глубокое поглощение идеально совпадает с эмиссионным спектром возбужденных атомов натрия, что обеспечивает стеклу с неодимом несколько специфических применений.

## Применение

Стержни из неодимового стекла — активные элементы инфракрасных лазеров

Немецкие аксессуарные солнцезащитные очки с тёмно-серыми неодимовыми стёклами

Реклама спортивных очков, 1930-е годы

Реклама неофановых очков времён Второй мировой войны

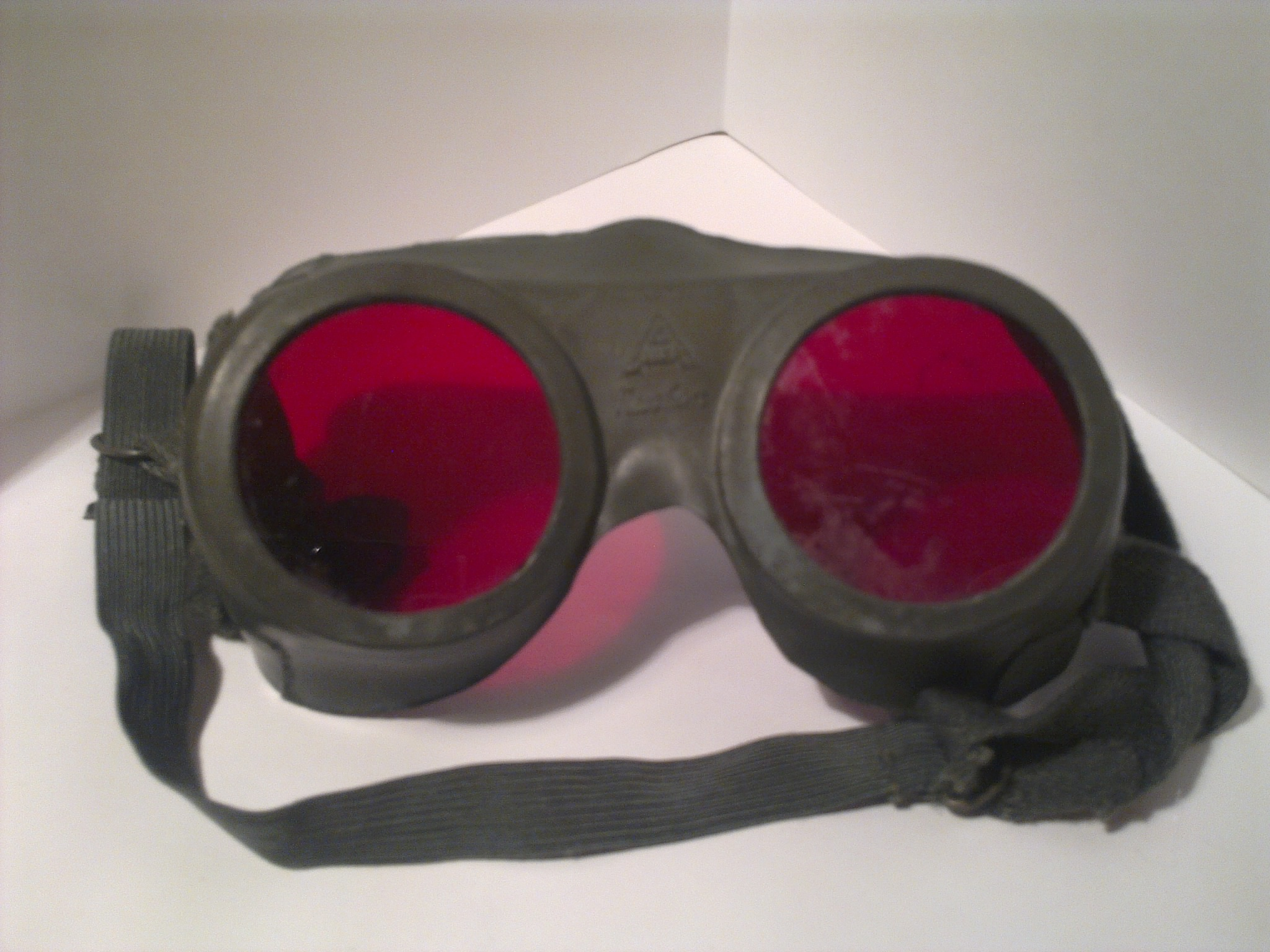
Рубиновое стекло с высоким содержанием неодима в очках подводников для быстрого привыкания к темноте

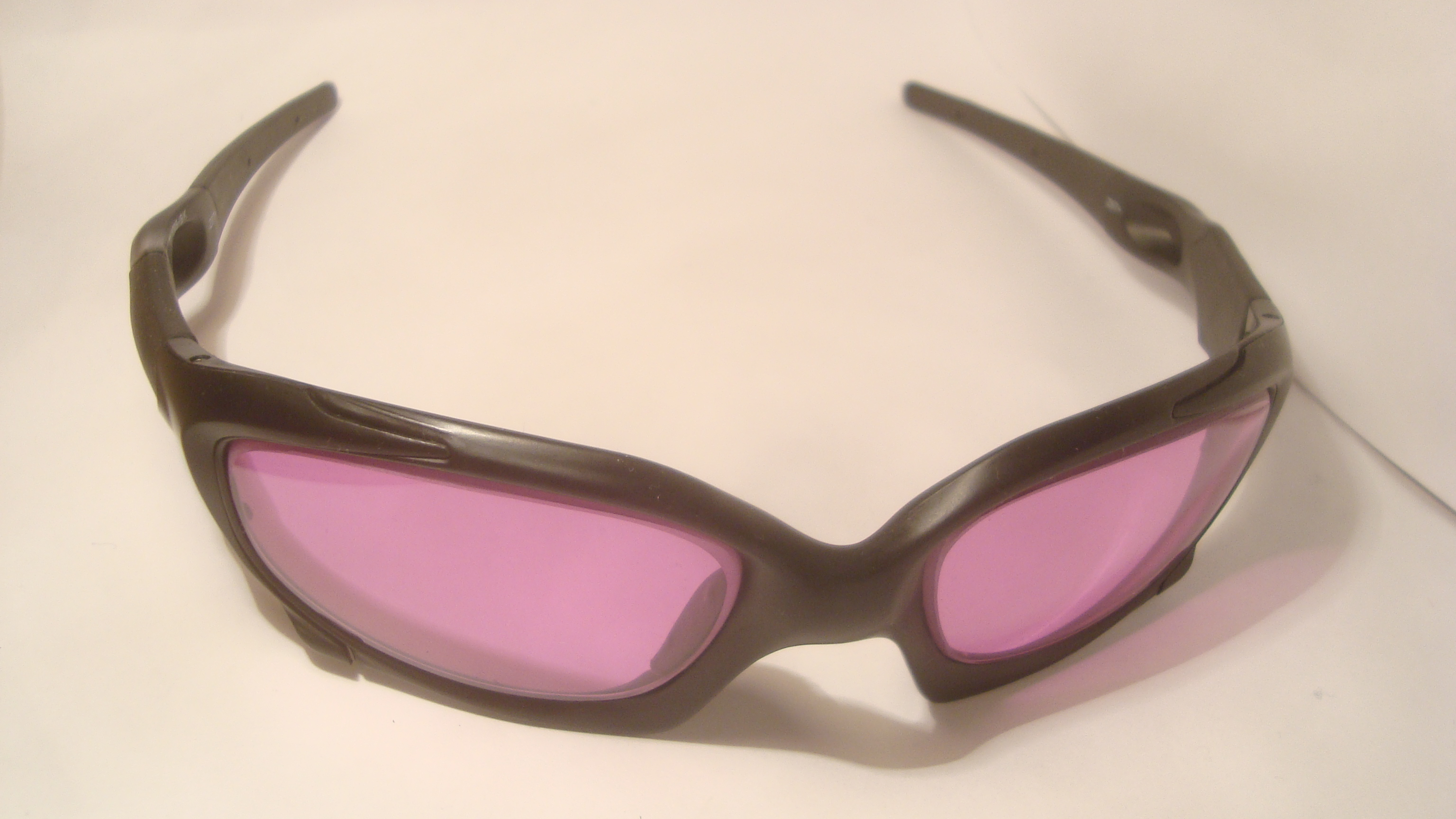
Дидимовые очки для стеклодувов и лампворкеров, оформленные в спортивном стиле

Благодаря оптическим свойствам неодимовое стекло находит различное применение.
Способность к генерации лазерного излучения:
- стекло и искусственные гранаты, содержащие неодим, применяются в качестве активной среды в лазерах, генерирующих излучение в ближней инфракрасной области спектра с длиной волны около 1,06 мкм[16] (см. например, статью Nd:YAG-лазер).

Цвет стекла и его двухцветность:
- добавка чистого оксида неодима в стекловаренную шихту является одним из немногих способов получения ярко-пурпурного цвета минерального стекла;
- добавление оксидов лантаноидов («черновой» неодим, около 65 % неодима в смеси) устраняет зеленоватый оттенок стёкол, вызываемый присутствием в них примесей соединений железа[17];
- фиолетовое и пурпурное стекло используется для изготовления столовой декоративной посуды, люстр и художественных изделий, изменяющих цвет под действием разного освещения;
- используется в ювелирных изделиях в качестве имитации султанита — ювелирной разновидности диаспора.

Усиление контрастности и кажущееся увеличение яркости и отчётливости красного, зелёного и синего цветов:
- прозрачное фиолетовое, серо-зелёное и коричневое стекло со светопропусканием от 65 до 20 %, а также дополнительно затемнённое, поляризованное, зеркальное и укреплённое изнутри поликарбонатным слоем[18][19][20][21] стекло применяется для изготовления аксессуарных солнцезащитных очков, так как обеспечивает красочную и контрастную видимость, необычные световые эффекты и меняет цвет в зависимости от условий освещения;
- очки с неодимовыми стёклами полезны для людей с пониженным восприятием красного и зелёного цвета (дейтероаномалия, протаномалия)[22];
- фиолетовое, серое и коричневое неодимовое стекло с 1930-х по 1990-е годы применялось в линзах спортивных и водительских солнцезащитных очков, так как улучшает цветовую контрастность, понижает яркость бликов и позволяет лучше видеть окрашенные спортивные одежды и снаряды, сигнальные огни, цветные дорожные знаки и разметки. Сегодня для этих целей не применяется, поскольку по действующим нормам безопасности такие очки должны выпускаться только с ударопрочными пластиковыми линзами. Кроме того, сегодня сигнальные и светофорные лампы более яркие, чем применявшиеся в 20-м веке;
- светло-фиолетовое стекло толщиной 2 мм и светопропусканием 52,3 %[22] применялось в защитных очках Auer Neophan для немецких лётчиков и штурманов Люфтваффе во время Второй мировой войны: они позволяли лучше видеть самолёты и облака на фоне неба, увеличивали контрастность поверхности земли и вообще улучшали видимость за счёт уменьшения яркости жёлтого цвета в фоновой засветке от пыли и дымки в приземном воздухе;
- очки с неофановыми стёклами также рекомендовались для навигации с целью улучшения видимости в плохую погоду, в туман и во время заката и восхода Солнца[23];
- насыщенно красное (рубиновое) неодимовое стекло применялось в защитных очках подводников для быстрой адаптации от яркого дневного света снаружи к неяркому освещению внутри подводной лодки или, наоборот, для быстрого привыкания к ночной темноте. Хотя для этого достаточно и обычного стекла или пластмассы красного цвета;
- из аметистового и зелёного неодимового стекла изготовляются фотографические светофильтры, предназначенные соответственно аметистовый для усиления передачи красного, оранжевого и коричневого цветов, а зелёный — для увеличения зелёного цвета (например для фотосъёмки зелени);
- ярко-красное неодимовое стекло используется в индикаторах навигационных приборов.

Поглощение жёлтого излучения:
- пурпурное, фиолетовое и серо-зелёное стекло со смесью неодима и празеодима (ACE и Green ACE glass) применяется в линзах защитных дидимовых очков (didymium glasses) для стеклодувов, лампворкеров и сварщиков[24]: оно поглощает узкоспектральное эмиссионное излучение атомов натрия при работе со стеклодувными горелками. Яркое оранжевое пламя через такие очки почти невидимо, не раздражает глаза и не мешает видеть нагреваемое стекло[25][26]. Иногда эти линзы покрываются зеркальным слоем, отражающим вредные для глаз тепловые лучи;
- свинцовые стёкла с примесью неодима применяется в рентгеновских аппаратах для наблюдения за процессами при ярком свете натриевых ламп[27];
- светло-фиолетовое стекло применяется в светофильтрах к телескопам для снижения засветки ночного неба в районах, где в уличных фонарях преимущественно используются натриевые лампы, а также для изменения цвета астрономических объектов с целью улучшения видимости;
- иногда применяется для автомобильных зеркал заднего обзора, так как оно частично поглощает солнечные блики и отражённый ослепляющий свет фар, улучшает контрастность[4][28][29];
- может применяться для изготовления оконных и автомобильных стёкол с целью придания им светозащитных свойств и улучшения цветопередачи[30][31];
- из этого стекла изготовляются колбы некоторых видов ламп накаливания для отфильтровывания из спектра их свечения избытка жёлтых лучей с целью создания света, близкого к белому дневному свету со слегка розовым оттенком; ранее для этой цели из неофанового стекла изготовляли плафоны самих светильников. Такие лампы используются для более красивого и полезного для растений освещения аквариумов, террариумов и торговых помещений. Свет неодимовых ламп благоприятно сказывается на зрении людей с некоторыми глазными заболеваниями, такими как альбинизм, атрофия зрительного нерва, ахроматопсия, близорукость, глаукома, диабетическая ретинопатия, катаракта, корковая аноксия, первичный патологический нистагм, пигментная дегенерация сетчатки, пигментный ретинит[32][33].

## История исследований и производства
Свойство избирательно поглощать свет водных растворов солей неодима было замечено ещё в XIX веке во время открытия элемента неодима Карлом Ауэром фон Вельсбахом. В 1922 году опубликованы исследования оптических свойств чистого неодимового стекла, свободного от празеодима.
В 1927 году чешский фабрикант Лео Мозер на своей фирме Moser первым начал коммерческий выпуск декоративных изделий и столовой посуды из необычного стекла. В 1930-е годы его примеру последовали американские производители.
В начале 1930-х годов немецкая фирма Auer первой использовала оптические свойства стекла для своих очков гражданской, а затем и военной направленности. В последующие годы неодимовые солнцезащитные очки производили многие известные бренды (Cazal, Persol, Ray-Ban, Revo), линзы защитных очков для стеклодувов выпускают Phillips и Schott AG. Светофильтры для кино- и фотосъёмки производят Marumi, Hoya, Kenko, Schneider, Phillips, Tiffen, для астрономических наблюдений — Baader.
В 1960-е годы обнаружившуюся способность неодимовых стёкол и искусственных гранатов к генерации лазерного излучения начали использовать для создания лазерных установок. Пионерами здесь были Лаборатории Белла, затем в связи с возможностью использования лазера в военном деле, термоядерной энергетике и многом другом к лазерным экспериментам присоединились другие научные организации и предприятия, в том числе в Советском Союзе (ГОИ, ЛИТМО и другие).

## Получение
Состав добавок к стекловаренной шихте для получения неодимового стекла различен в зависимости от его назначения. Например, для производства дидимового стекла используется так называемый «дидим» (didymium) — смесь редкоземельных элементов, состоящая приблизительно на 50 % из лантана, 33,5 % неодима, 9,5 % празеодима, 7,0 % самария и других элементов.
Стекло серого цвета выплавляется с добавкой оксидов неодима и празеодима.
Пурпурное и аметистовое стекло получается путём добавки к шихте чистого оксида неодима в разных пропорциях.

## Визуальные эффекты

### Александритовый эффект

Два лазерных стержня одинакового цвета
Разноцветные неодимовые очки под лампой накаливания
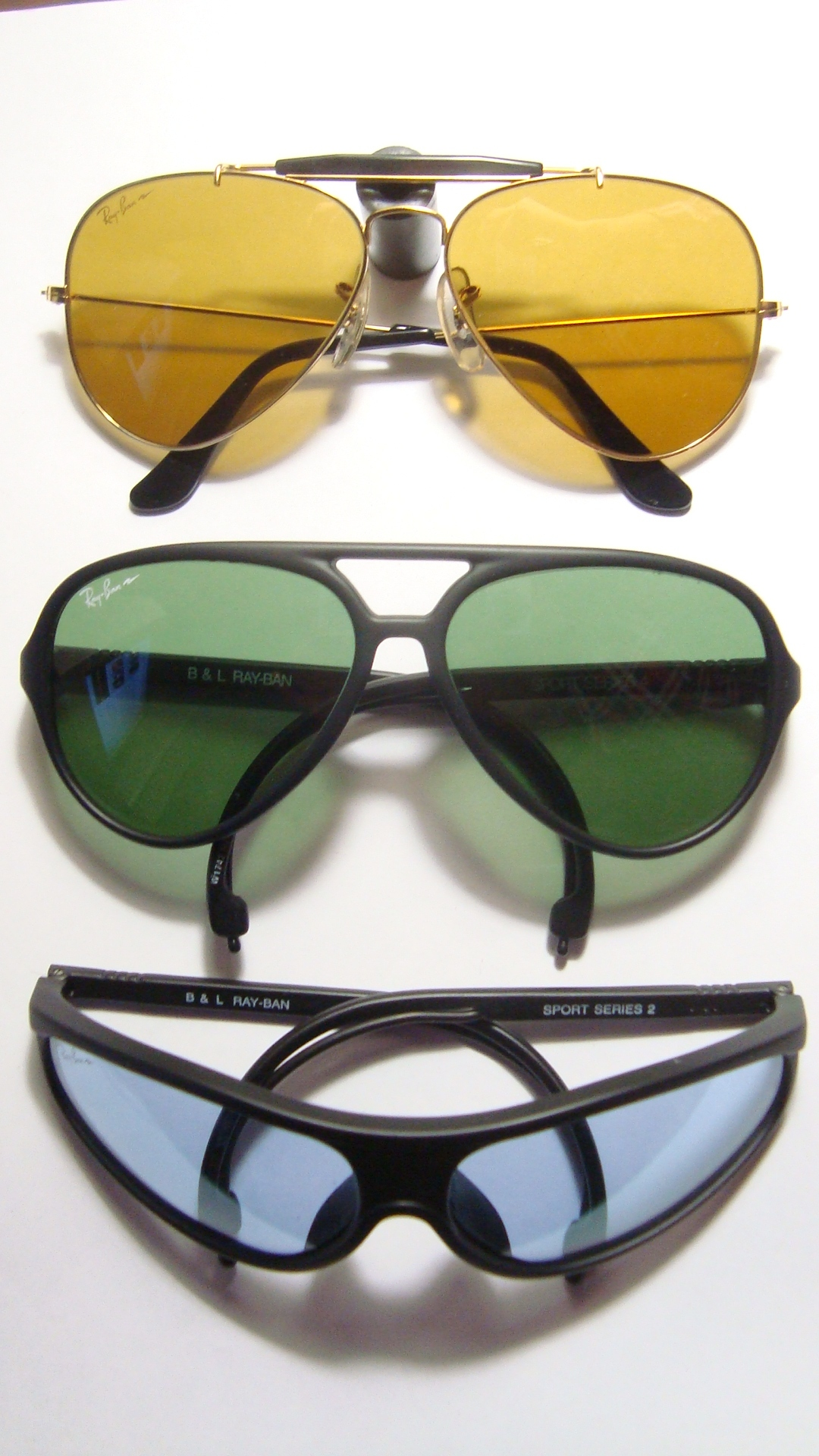
Те же очки под люминесцентной лампой
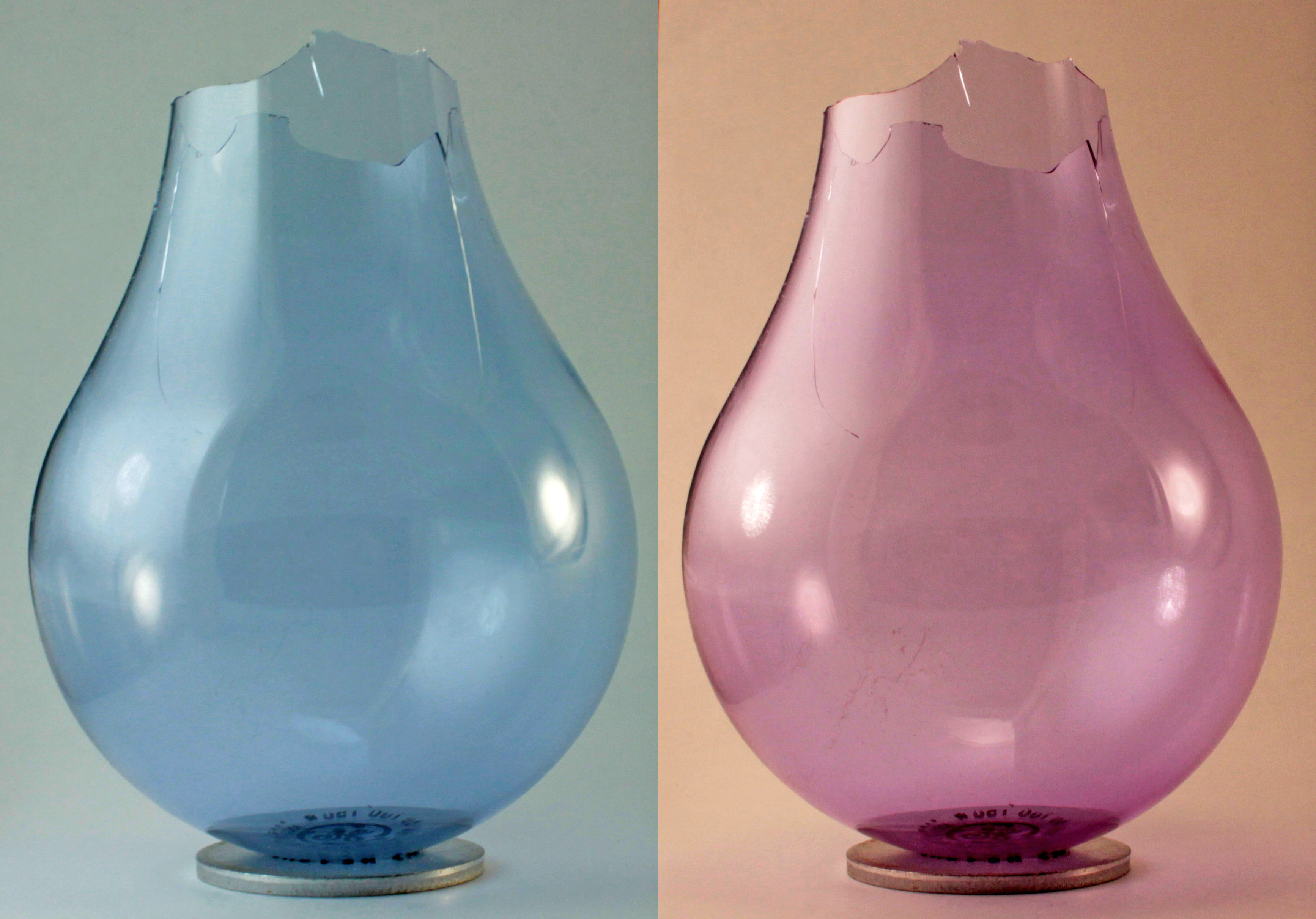
Колба лампы накаливания из неодимового стекла

### Особенности светопропускания

Источники света без неодимовых стёкол

Источники света через неодимовые стёкла

В люстре — одна лампа накаливания, остальные — люминесцентные (серое стекло)
Освещение в метрополитене: от света натриевых ламп осталась в основном красная составляющая, а ртутные лампы под арками поголубели и кажутся более яркими (фиолетовое стекло)
Значительное падение яркости жёлтых ламп натриевого спектра в сравнении с лампами остальных цветов (серое стекло)

Вид на объекты без неодимовых стёкол

Те же объекты через неодимовые стёкла

Зелень выглядит ядовито зелёной (серое стекло)
Красные, оранжевые и розовые предметы кажутся более яркими на фоне затемнённых остальных цветов, синий цвет более насыщен (фиолетовое стекло)
Розовые, бледно-фиолетовые, бордовые и жёлто-оранжевые цвета из-за поглощения жёлтых и синих тонов выглядят ярко-красными (коричневое стекло)

Рекламные проспекты неофановых изделий 1930-х годов
